# Liang Bua
Liang Bua je vápencová jeskyně na indonéském ostrově Flores, severně od města Ruteng v oblasti Manggarai, provincie Východní Nusa Tenggara. Jeskyně vykazovala archeologický a paleontologický potenciál, jak již v 50. a 60. letech 20. století popsal nizozemský misionář a archeolog Theodor L. Verhoeven.
V září 2003 indonéský terénní tým vedený koordinátorem vykopávek Thomasem Sutiknou objevili první pozůstatky lidské lebky. Zpočátku archeologové analyzovali pouze horní část lebeční klenby a vzhledem k její malé velikosti se domnívali, že patřila malému dítěti. Sutikna a jeho kolegové však brzy zjistili, že zuby jsou trvalé a vyspělé, což odhalilo, že se ve skutečnosti jednalo o dospělého jedince. Během několika týdnů tým objevil většinu kostry tohoto konkrétního hominida, později označeného kódy LB1, LB2 atd. podle názvu jeskyně. Tato kostra se následně stala holotypem druhu Homo floresiensis, známého též jako „hobit“. Navzdory malé výšce a velikosti mozku byl Homo floresiensis schopen používat kamenné nástroje, lovit zvířata jako malí sloni a hlodavci a čelit mnoha predátorům, například velkým varanům komodským. K roku 2022 zde stále probíhaly vykopávky a byly objevovány a analyzovány další nálezy, například zuby.

## Charakteristika jeskyně
Jeskyně se nachází 14 kilometrů severně od Rutengu a 25 kilometrů od severního pobřeží ostrova, v nadmořské výšce přibližně 550 m n. m., na svahu asi 30 metrů nad řekou Wae Racang. Je přibližně 30 metrů široká, 25 metrů vysoká a dosahuje hloubky až 40 metrů. Jeskyně vznikla před asi 600 000 lety jako podzemní dutina vyhloubená vodou v krasové formaci z období miocénu. Její severní konec byl erodován přibližně před 190 000 lety tehdejším výše položeným korytem řeky, v důsledku čehož se během tisíciletí do jeskyně usadily vrstvy materiálu z otevřeného terénu, dosahující tloušťky až jedenáct metrů. Ve spodní části se nacházejí konglomeráty z oblázků, které dokazují, že se jedná o říční sedimenty. Nad nimi se nachází sedimenty tvořené částečně jílem, ale také sintrem a sopečným popelem, které lze využít k datování fosilií.

## Historie objevů
Theodor L. Verhoeven, nizozemský misionář a archeolog, žil na ostrově Flores v 50. a 60. letech 20. století. Verhoeven byl studentem archeologie na Univerzitě v Utrechtu. Během studia působil na katolickém semináři na ostrově a ve volném čase prozkoumal mnoho archeologických lokalit a prováděl řadu vykopávek. Objevil kamenné nástroje a domníval se, že je mohl vytvořit druh Homo erectus z Jávy. Jeho práce však tehdy nebyla většinou paleoantropologů uznávána. Po 30 letech objevila indonésko-nizozemská výzkumná skupina nové důkazy, které naznačují, že Verhoevenovy úvahy byly správné.
V roce 2001 zahájil indonésko-australský tým vykopávky v jeskyni Liang Bua. Jejich cílem bylo proniknout hlouběji do jeskyně a zjistit, zda ji obývali moderní či předmoderní lidé. Vedení terénních prací měl na starosti indonéský koordinátor Thomas Sutikna.

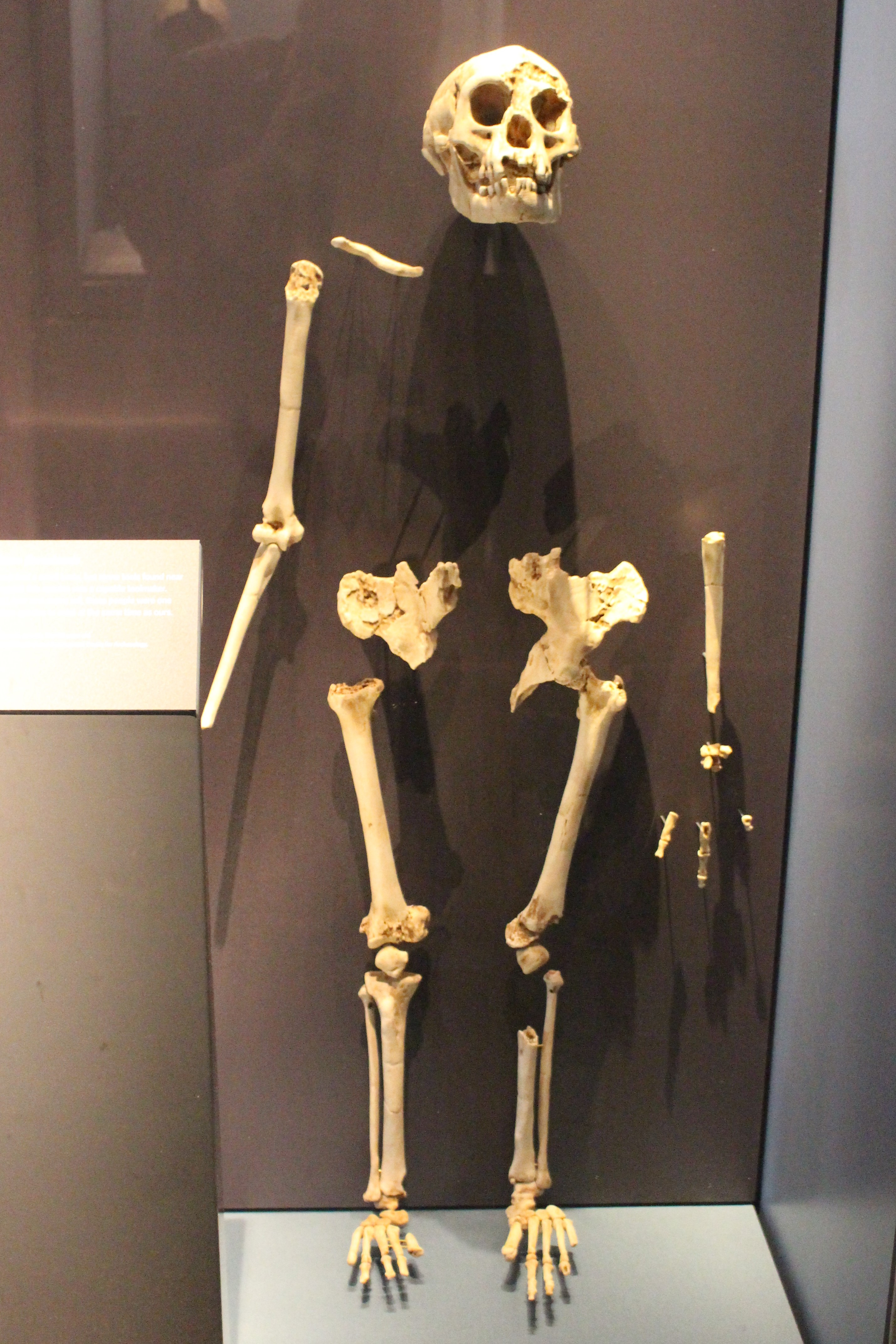
Kostra ženy druhu Homo floresiensis v Přírodopisném muzeu v Londýně

V roce 2003 objevil místní pracovník Benyamin Tarus v hloubce 6 metrů první pozůstatky lidské lebky. V té chvíli se zapojili další archeologové, aby pečlivě odstranili sedimenty z horní části lebky. K odbornému posouzení byl přizván indonéský odborník na faunu Rokus Due Awe. Prvním pohledem na vrchní část lebky Awe usoudil, že by mohla patřit dítěti, protože lebeční klenba byla velmi malá. Po několika dnech vykopávek se však objevily další části lebky a dolní čelist, což umožnilo podrobnější analýzu. Bylo zjištěno, že zuby jsou trvalé, což prokázalo, že lebka patřila dospělému jedinci. Tým objevil většinu kostry tohoto hominida i řadu kamenných nástrojů, které mohl vytvořit a používat. Později byly označeny kódy LB1, LB2 atd., podle názvu jeskyně.
Peter Brown, odborník na kraniální, mandibulární a dentální anatomii raných a moderních lidí, byl přizván k identifikaci a analýze nového objevu. Kosterní důkazy naznačují, že dospělí jedinci tohoto druhu vážili přibližně 30 až 39 kilogramů, měli průměrnou výšku 106 cm a velmi malý mozek (400 ml). Brown dospěl k závěru, že poměr mezi pažní a stehenní kostí byl velmi podobný poměru u druhů Australopithecus a Homo habilis. Charakteristiky této kostry byly bližší raným homininům jako Australopithecus afarensis než moderním lidem. Tato kostra se později stala holotypem druhu Homo floresiensis.
Klíčové vzorky, na které se mnoho výzkumníků soustředí, jsou LB1 a LB6. LB1 byla objevena v září 2003 a sestávala z téměř kompletní lebky a částečné kostry. Vědci předpokládají, že LB1 byla žena, asi 30 let stará, vysoká kolem jednoho metru, s objemem mozku 380–420 ml a hmotností přibližně 25 kg. Naproti tomu LB6 tvořila částečná kostra, která se jevila jako menší než LB1, a měla výrazně odlišnou dolní čelist ve tvaru písmene V. Vědci se domnívají, že LB6 bylo dítě, přibližně pětileté.
V roce 2004 analyzovala paleoantropoložka Kira Westaway z Univerzity ve Wollongongu silnou vrstvu sedimentu, ve které byly fosilie nalezeny, a zjistila, že kosti pocházejí z období před 18 000 až 38 000 lety. To naznačuje, že tento druh žil v Liang Bua v období souběžném s moderními lidmi a mohl s nimi ostrov sdílet po dobu přibližně 30 000 let.

## Další výzkum a nálezy
V letech 2010 a 2011 archeologové objevili v jeskyni dva zuby hominidů, které nepatřily Homo floresiensis. Podle Sutikny se datují do období kolem 46 000 let př. n. l. a on i jeho tým se domnívají, že pravděpodobně patřily druhu Homo sapiens. Sutikna navrhl, že Homo sapiens mohl s „hobity“ koexistovat po tisíce let, a dále uvedl, že mohl přispět k jejich vyhynutí. Dosud však neexistují žádné důkazy, které by tuto hypotézu potvrzovaly, a k roku 2016 na tomto tématu stále probíhal výzkum.
V roce 2013 byla Smithsonovým institutem zveřejněna 3D digitální rekonstrukce jeskyně vytvořená pomocí laserového skenování.
V roce 2016 vědci objevili dolní čelist a zuby alespoň jednoho dospělého a pravděpodobně i dvou dětí v lokalitě Mata Menge, přibližně 70 km východně od Liang Bua. Tyto nálezy jsou datovány do období přibližně před 700 000 lety a mohly by představovat ranou formu Homo floresiensis. Téhož roku Sutikna, výzkumník Smithsonova institutu Matthew W. Tocheri a další vědci oznámili, že došli k závěru, že druh Homo floresiensis vymřel přibližně před 50 000 lety, tedy mnohem dříve, než se původně předpokládalo. Archeologové rovněž objevili kamenné nástroje v jeskyni, které byly používány v období od 190 000 do 50 000 let př. n. l.

## Chronologie
Kamenné nástroje nalezené v jeskyni pocházejí z období přibližně před 190 000 lety, zatímco kosterní pozůstatky se datují do rozmezí před zhruba 100 000 až 50 000 lety. Přibližně před 46 000 lety dochází v jeskyni k přerušení sedimentace, která se znovu obnovuje v období kolem 23 000 př. n. l.. V sedimentech nad touto přestávkou se znovu objevují kosti, avšak již zde nejsou přítomni Homo floresiensis, Stegodon, obří čáp ani sup, zatímco je zjevná aktivita moderních lidí. Změna materiálu používaného při výrobě kamenných nástrojů naznačuje, že nástroje vytvořené po roce 46 000 př. n. l. již vyráběli moderní lidé, nikoliv Homo floresiensis. Tyto nástroje představují nejranější důkaz přítomnosti moderních lidí na ostrově Flores.

## Paleofauna
Podle, :
- Homo floresiensis
- Stegodon florensis insularis, vyhynulý stegodon
- Papagomys theodorverhoeveni, vyhynulá obří krysa
- Papagomys armandvillei, obří krysa
- Spelaeomys florensis, vyhynulá obří krysa
- Lawomys rokusi, pravděpodobně vyhynulá obří krysa
- Komodomys rintjanus
- Rattus exulans (Krysa ostrovní)
- Rattus hainaldi
- Varanus komodoensis, (Varan komodský)
- Varanus hooijeri, vyhynulý plodožravý varan
- Leptoptilos robustus, vyhynulý obří čáp
- Trigonoceps, druh supa